# Ли, Софья Дмитриевна
Софья Дмитриевна Ли (30 марта 1904 — 4 сентября 1980) — советская художница. Член Союза художников СССР. Заслуженный работник культуры Белорусской ССР (1975).
В годы Великой Отечественной войны — активная участница партизанского движения в Белоруссии.

## Биография
Родился 30 марта (12 апреля) 1904 года в посёлке Оболь Петропавловской волости Полоцкого уезда Витебской губернии Российской империи.
В 1928-1931 годах училась в Витебском художественном техникуме. Ученица М.Г. Энде и В.Я. Хрусталева. Дипломная работа — картина «Культурная революция».
Работала в Минске, специализировалась на тематических картинах и натюрмортах. Участник республиканских выставок с 1929 года.
Вышла замуж за военного летчика-испытателя — корейца, принявшего советское гражданство. В 1928 году родила сына Германа, через 12 дней после рождения сына муж погиб в авиакатастрофе.
В 1940 году вступила в ВКП(б).

### В годы войны
С началом войны, когда немецкие самолёты стали бомбить Минск, Софья с 12-летним сыном отправилась к своей маме в д. Березянка Пуховичского района Минской области.
С весны 1942 года — партизанка отряда «Победа», который располагался в Березянском лесу. Командир отряда — Е. Ф. Филипских. Сначала была связной и разведчицей. Её сын Герман также был партизанским связным и разведчиком — живя у бабушки собирал сведения о немецких гарнизонах в соседних населённых пунктах.
Лично участвовала в операциях партизан. Например, весной 1943 года вместе с сыном участвовала в двухчасовом бое, когда были уничтожены шесть грузовиков противника.
6 сентября 1943 года фашистским карательным отрядом была сожжена деревня Березянка с 44 жителями, среди них была и мать Софьи Ли.
Поклявшись отомстить, Софья Ли вступила в группу подрывников, активно участвовала в диверсиях.
В ходе «рельсовой войны» только за период с 8 по 14 марта 1944 года группой в которую входила Софья Ли на железной дороге Гомель-Минск было подбито четыре вражеских паровоза.
С 1944 года — парторг отряда, член бюро Пуховичского подпольного райкома партии.
В начале июля 1944 года партизанская бригада «Пламя», в которую входил отряда «Победа», в районе Марьиной Горки соединилась с частями Красной Армии и была расформирована.
Награждена боевым орденом Красной Звезды и медалями.

### После войны
После войны жила и работала в Минске, Белорусская ССР.
Восемь раз подряд избиралась депутатом Минского гродского Совета, была членом общественной инспекции при исполкоме и сотрудником отдела искусств Ленинского райкома партии.
Была награждена орденом «Знак Почёта», медалью «За трудовое отличие» и Почётной грамотой Верховного Совета БССР.
В 1975 году ей присвоено звание Заслуженный работник культуры Белорусской ССР.
Умерла 4 сентября 1980 года в Минске.
Сын — Герман Эндинович Ли (1928–2001), в войну бывший юным партизаном отряда «Победа», после войны окончил Новосибирское военное летное училище и Высшую военную школу летчиков в г. Грозный, летал на реактивных истребителях, после демобилизации в 1959 году работал в гражданской авиации на международных линиях.

## Творчество
Живописец. Работала в жанре сюжетно-тематической картины, а также в жанре лирических пейзажей, натюрмортов.
Автор многих картин на партизанскую тему — ещё в годы войны в 1943-1944 годах написала картины «За боевой учебой», «Партизанский лагерь», «Партизанская клятва». Также на эту тему картины: «Партизаны в деревне» (1946), «Партизанка в дозоре» (1947), «В тылу врага» (1967), «Ой, березы да сосны, партизанские сёстры» (1975), «Срочное донесение» (1979) и др.
В 1968 году пишет одно из лучших своих произведений — «Партизанская землянка».
Картины о мирном труде советских людей — «Фабрика КИМ» (1929), «Колхозная электростанция» (1935), «Лесосплав», «Лесозаготовки» (1948), «Колхозные огни», «Вечная слава» (1963).
Её произведения находятся в Национальном художественном музее Белоруссии, Белорусском музее истории Великой Отечественной войны, Гомельском и Столинском краеведческих музеях.
В 2015 году репродукция картины «Площадь Победы» (1979, холст, масло) вышла в серии памятных открыток выпущенных «Белпочтой» к 70-летию Победы в Великой Отечественной войне.